# Gergely Harsányi
Gergely Harsányi, madžarski rokometaš, * 3. maj 1981, Nyíregyháza.
Leta 2004 je na poletnih olimpijskih igrah v Atlanti v sestavi madžarske reprezentance osvojil 4. mesto.